# Ígor Grabovski
Ígor Grabovski   (2 de setembre de 1941) és un waterpolista rus, ja retirat, que va competir sota bandera de la Unió Soviètica durant la dècada de 1960. Jugava de porter.
El 1964 va prendre part en els Jocs Olímpics d'Estiu de Tòquio, on guanyà la medalla de bronze en la competició del waterpolo.
En el seu palmarès també destaca una medalla d'or al Campionat d'Europa de waterpolo de 1966.